# 陳太宗
陳太宗（ちんたいそう、ベトナム語：Trần Thái Tông（チャン・タイ・トン））は、陳朝の初代皇帝（在位：1225年 - 1258年）。陳朝の実質的な創始者である陳守度の甥。太宗は廟号である。名は陳 煚（ベトナム語：Trần Cảnh / 陳煚）。祖父は陳李。父は陳承。叔父は陳嗣慶。兄は安生王陳柳。

## 経歴
祖先は福建、もしくは桂州からの移住民である。建嘉8年（1218年）、太宗は陳承の次男として生まれる。母は黎氏。有道2年（1225年）10月に宮中に入侍。李朝の女帝の昭皇に見初められ、遊び友達となると、まもなく結婚した。同年12月12日（1226年1月11日）、陳守度や馮佐周の工作により、昭皇から禅譲され、わずか8歳で帝位に就くこととなった。しかし、皇帝が幼年であることから、実際の政務は陳守度が執った。建中2年1月（1226年2月ごろ）、昭皇を后として立て、昭聖皇后と改めた。
建中5年（1229年）、宋に使者を派遣し、安南国王に封ぜられる。成人すると親政を開始し、科挙による有能な人材登用や諸制度の整備など、陳朝の土台を固めることに務めた。元豊7年（1257年）11月には兀良合台の率いるモンゴル軍が侵攻し、12月には紅河北岸の「平厲源」の地で蒙越両軍が衝突したが、太宗は自ら出陣した。しかし、モンゴル軍が紅河を渡河すると、国都タンロン付近の瀘江口、さらに天幕口に撤退した。一時タンロンを占領されたが、間もなくモンゴル軍が撤退したため、ベトナム軍は追撃してこれを打ち破った。
元豊8年（1258年）、長男の聖宗に譲位して太上皇となったが、引続き政治を執り行った。同年、使者をモンゴルに派遣し、国交を開いた。このときのベトナム君主は、日煚（太宗）の長男の「光昺」と記録されているが、光昺は太宗の別名であり、モンゴルと戦った君主とは別人が位に就いた形をとり、国交を開いたとされる。
モンゴルでクビライが即位すると、翌年の紹隆4年（1261年）に使者を派遣。三年一貢を申し入れ、元朝より「光昺」として安南国王に封ぜられた。
治政の傍ら、禅を修行し、譲位後に修行に打ち込み、禅に関する著作も著した。

## 著書
- 『禅宗旨南』
- 『課虚』